# Whitingham
Whitingham är en kommun (town) i Windham County i delstaten Vermont, USA. Vid folkräkningen år 2000 bodde 1 298 personer på orten. Den har enligt United States Census Bureau en area på totalt 101,8 km², varav 5,8 km² är vatten.  

## Kända personer från Whitingham
- Brigham Young, mormonprofet och grundare av Salt Lake City